# Mecyna fusei
Mecyna fusei is een vlinder uit de familie van de grasmotten (Crambidae). De wetenschappelijke naam van deze soort is voor het eerst voorgeteld als Uresiphita fusei door Hiroshi Inoue in een publicatie uit 1982.
De soort komt voor in Zuid-Korea en Japan.